# Гиль, Рене
Рене́ Гиль (фр. René Ghil), при рождении Рене Франсуа Гильбе́р (René François Ghilbert; 1862—1925), — французский поэт-инструменталист конца XIX — начала XX века из школы декадентов. Автор теории соответствия между музыкальными инструментами и красками.

## Биография
Рене Гиль родился 27 сентября 1862 года в городе Туркуэне на северо-востоке Франции.

Рене Гиль

На литературном поприще дебютировал в 1884 году сборником стихотворений под заглавием «Legendes d’âmes et de sangs».
Впервые обратил на себя внимание публики в 1886 году небольшой книжкой «Le traîté du Verbe», где излагается теория музыкальности слога. Подобно поэту Артюру Рембо, утверждавшему, что каждый гласный звук в стихотворении представляется ему имеющим известный цвет (напр. а — чёрный, е — белый, о — голубой, и т. д.), Гиль пытался доказать, что и согласные имеют, каждая, свой особый колорит или скрытое значение, что, например, соединение звуков r и u заставляет думать о трубах, флейтах, кларнетах, с другой стороны, вызывает представление о нежности, любви и т. п. Несмотря на явную парадоксальность, книга Гиля имела большой успех и одновременно вызвала длинный ряд критических оценок. В частности литературный критик З. А. Венгерова на страницах Энциклопедического словаря Брокгауза и Ефрона дала следующую оценку творчеству поэта: «Основной принцип его поэзии — уподобление отдельных звуков языка инструментам оркестра, из которых создается симфония. Г. присваивает себе название создателя инструментально-эволютивной поэзии и насчитывает до 26 поэтов-последователей его учения. Ни он сам, ни его последователи не обладают истинным поэтическим талантом, представляя собой исключительно интерес литературного курьеза». Однако, в том же «Словаре», другой российский литературовед Ю. А. Веселовский был намного осторожнее в своих высказываниях. Время всё расставило по своим местам: произведения и идеи (см. Научная поэзия) Рене Гиля намного пережили автора.
В конце XIX века Рене Гиль стал принимать участие в различных парижских органах, вокруг которых группировались представители новых течений в области словесности. В 1889 году он выпустил первые части задуманного им грандиозного цикла: «L’oeuvre», который, по его плану, должен распадаться на три больших отдела: «Dire du Mieux», «Dire des Sangs», «Dire de la Loi». Первый отдел состоял из пяти книг, выходивших ежегодно. В 1898 году Р. Гиль принялся за второй отдел, первая книга которого была озаглавлена «Le pas humain».
Поэзия Гиля представляет собой оригинальное соединение философии с поэтическим творчеством, попытку создать чисто научную поэзию, предложить вниманию читателей «биологический, исторический и философский синтез судьбы человечества с древнейшей эпохи». Являясь убежденным сторонником «трансформизма», вводя в свои произведения реалистические картины современной жизни, часто употребляя специальные, технические термины, излагая в иных случаях целые научные теории, он придает всем этим своему творчеству рассудочный, искусственный и холодный характер — что не мешает его произведениям быть очень интересными и содержательными. Весьма своеобразно в творчестве Гиля соединение упорного стремлении к «научности» и всему точному с чисто субъективным взглядом на музыкальность стиха и скрытый смысл звуков.
Рене Гиль умер 15 сентября 1925 года в Ньоре.